# القرآن الكريم: النص العربي والترجمة الإنجليزية
القرآن الكريم: النص العربي والترجمة الإنجليزية (اكتمل عام 1936، ونُشر عام 1955) هي نسخة نصية موازية للقرآن الكريم جمعها وترجمها المولوي شير علي [الإنجليزية]، مع حواشي لبعض الآيات، بقلم ميرزا طاهر أحمد، الخليفة الرابع لميرزا غلام أحمد، مؤسس الجماعة الأحمدية. منذ صدوره لأول مرة عام 1955 في هولندا، ظهرت طبعات عديدة في بلدان مختلفة. وفي عام 1997، أُضيف الملحق في النهاية.
وقد قام أحد الدعاة السابقين، كلاي تشيب سميث، بمراجعة الترجمة ووصفها بأنها "واضحة ومُعبَّر عنها بشكل مُرضٍ". وقد أدرج قسم الدراسات الإسلامية في جامعة جورجيا (الولايات المتحدة) الترجمة في صفحته الإلكترونية "الموارد الإسلامية". وقد استشهدت بها إحدى المجلات الهندية الشهرية الكبرى الصادرة من بنغالور، وهي مجلة الصوت الإسلامي، في مقارنتها بترجمات أخرى معاصرة للقرآن الكريم. وقد ذُكرَت هذه الترجمة، باعتبارها مساهمة من الحركة الأحمدية، في دراسة متعددة التخصصات بعنوان "قارئ الدراسات السوداء". 